# Christian Cévaër
Christian Cévaër, né le 10 avril 1970 à Nouméa, est un joueur de golf français.

## Biographie
En tant qu'amateur, Christian Cévaër a remporté notamment le championnat de France en 1989 (à 19 ans), et les Jeux méditerranéens en 1993 à Agde, alors doublement médaillé d'or, tant en individuel que par équipes (avec Jean-Yann Dusson et Benjamin Nicolay). En 1991 à Athènes, il avait déjà été médaillé d'argent par équipes (avec Mikael Garabedian, Christophe Muniesa) à 21 ans.
Après avoir remporté son premier tournoi sur le circuit européen en 2004 lors de l'Open d'Espagne, il doit attendre 2009 pour remporter son deuxième titre, lors de l'Open d'Europe le 31 mai 2009. Cette victoire sur l'un des tournois les plus prestigieux du circuit lui octroie de plus une exemption de 5 ans sur ce circuit.